# Спеціалізована дитячо-юнацька школа олімпійського резерву «Надія»

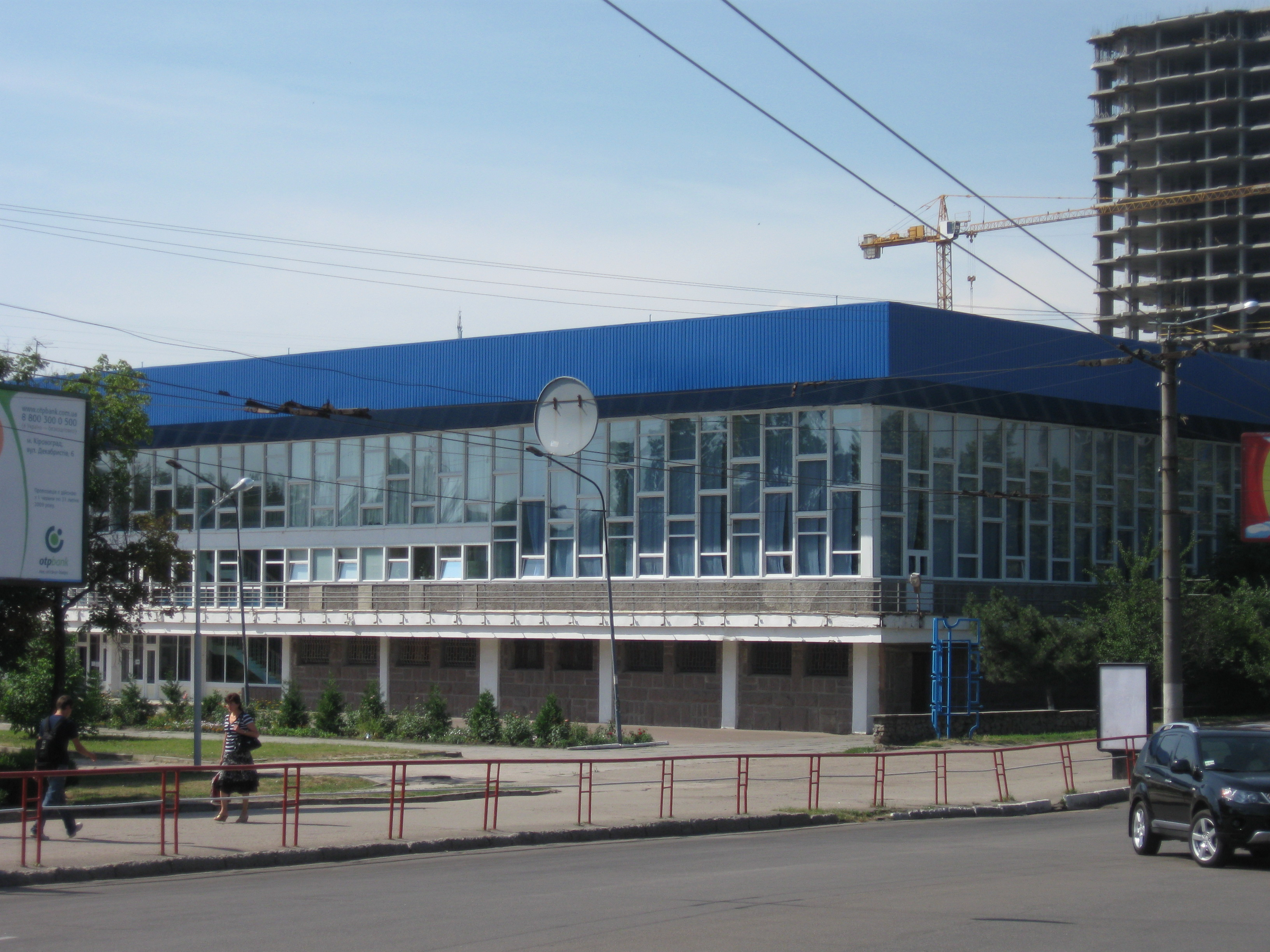
Спеціалізована дитячо-юнацька школа олімпійського резерву «Надія», Кропивницький

Спеціалізована дитячо-юнацька школа олімпійського резерву «Надія» (СДЮШОР «Надія») — державна обласна спортивна установа-школа для підготовки, виховання і тренування спортсменів, в тому числі і для участі в спортивних змаганнях, як внутрішніх, так і міжнародних, включно з Олімпійськими іграми у місті Кропивницькому.

## Загальна інформація
Спеціалізована дитячо-юнацька школа олімпійського резерву «Надія» розташована у середмісті Кропивницького за адресою: вул. Велика Пермська, буд. 1, м. Кропивницький-25006, Україна.
Школа має у своєму розпорядженні велику комплексну спортивну споруду загальною площею 6,5 тис. м². У цьому комплексі є 2 спеціалізовані спортивні зали для занять спортивною гімнастикою, які обладнані сучасним гімнастичним знаряддям, плавальний басейн, спортивний зал для фізичної підготовки плавців, тренажерний зал, зали хореографії та аеробіки, роздягальні з душовими, медичний пункт і буфет.
Станом на 2004 рік у Школі діяли 2 відділення спортивної гімнастики (юнаки і дівчата) та відділення плавання під керівництвом 32 тренерів-викладачів.

## З історії установи
У березні 1975 року розпочала свою роботу дитячо-юнацька спортивна школа комітету з фізичної культури і спорту Кіровоградського облвиконкому.
У 1987 році за високі досягнення в спорті школі був наданий статус спеціалізованої дитячої-юнацької школи олімпійського резерву.
23 квітня 1993 року школа зареєстрована як державна СДЮШОР «Надія».

## Досягнення СДЮШОР «Надія»
За час існування закладом підготовлено декілька заслужених майстрів спорту і майстрів міжнародного класу, понад 70 майстрів спорту, тисячі кандидатів у майстри спорту та спортсменів масових розрядів.
Вихованка школи заслужений майстер спорту Олеся Дудник стала абсолютною чемпіонкою Європи, дворазовою чемпіонкою світу та володарем Кубка США зі спортивної гімнастики.
П'ять спортсменів-вихованців СДЮШОР «Надія» представляли Україну, в тому числі і ставали призерами, на Літніх Олімпійських іграх (у Атланті 1996 року та Сіднеї 2000 року) — Руслан Мезенцев, Світлана Залепукіна, Ольга Тесленко, Тетяна Ярош, Інна Нікітіна, Андрій Глущенко.
У колективі школи зросла ціла плеяда талановитих тренерів, які своєю працею готували і готують спортсменів вищого класу, в тому числі і відзначених державними відзнаками і званнями.

## Джерело
- Місто і люди. Єлисаветград — Кіровоград, 1754—2004. Ілюстрована енциклопедія., Кіровоград: «Імекс-ЛТД», 2004, стор. 138—139.